# Macrotrachela zickendrahti
Macrotrachela zickendrahti is een raderdiertjessoort uit de familie Philodinidae. De wetenschappelijke naam van deze soort is voor het eerst geldig gepubliceerd in 1902 door Richters.